# 홍주초등학교
홍주초등학교는 대한민국 충청남도 홍성군에 있는 초등학교다.

## 학교 연혁
- 1946. 10. 31 홍성 제2공립국민학교 개교
- 1950. 6. 1 홍주국민학교로 개명
- 1966. 8. 31 본관교사 2층 신축
- 1971. 11. 30 강당 신축
- 1974 ~ 1975 문교부 지정 체육교육 연구학교 운영
- 1985. 3. 1 홍주국민학교 병설유치원 개원
- 1986. 3. 1 특수학급 1학급 개설
- 1987 ~ 1988 문교부 지정 진로교육 연구학교 운영
- 1995. 3. 1 학교급식 시작
- 1996. 3. 1 홍주초등학교로 개명
- 2002. 3. 1 홍성교육청지정 효·인성 시범학교 운영
- 2008. 3. 1 충청남도교육청지정 교육과정(음악과)연구학교 운영
- 2009. 3. 1 교원능력개발평가 연구시범학교 운영
- 2012. 9. 1 교육부지정 학생 오케스트라 운영학교
- 2014. 5. 30 2014 청렴인증평가 1등급
- 2014. 12. 31 문화예술 분야 우수교 부총리 겸 교육부 장관 표창 수상
- 2015 ~ 2017 교육부·충남교육청 정책연구학교 지정
- 2015. 2. 16 제68회 졸업 (총 10,824명)
- 2015. 3. 1 초등 12(11)학급 편성(238명)